# Epaphos

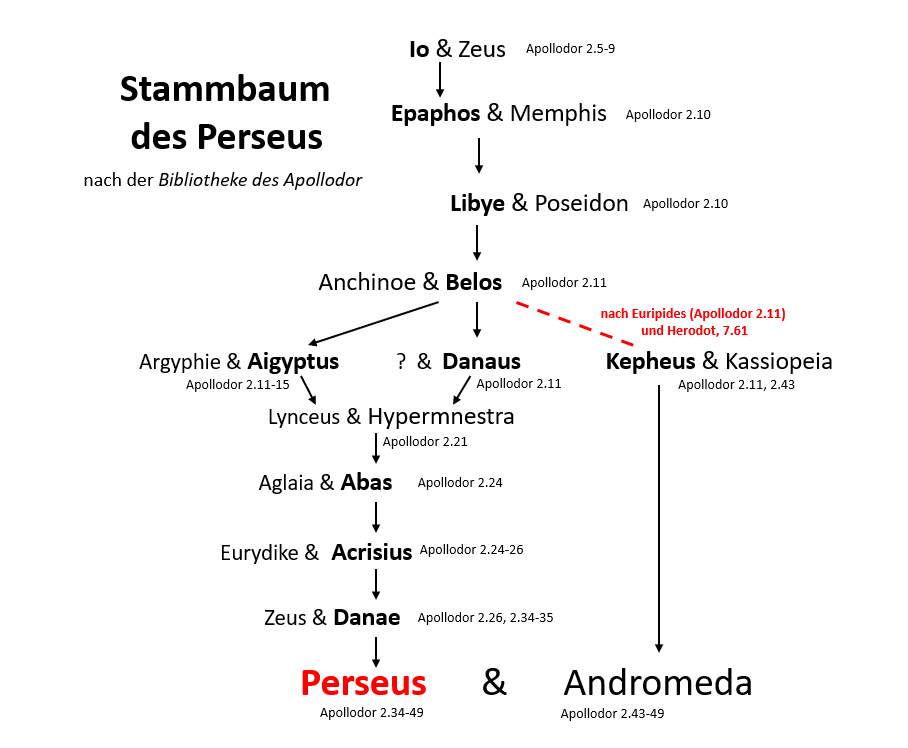
Stammbaum des Perseus

Epaphos (altgriechisch Ἔπαφος Épaphos) ist in der griechischen Mythologie der Sohn der Io und des Zeus, und ein Urahn des Perseus. Epaphos hat nach Aischylos eine schwarze Hautfarbe.
Er wurde nach langem Herumirren der Mutter am Nil geboren. Auf Heras Veranlassung wurde Epaphos von den Kureten geraubt, wofür Zeus diese durch Blitze tötete. Seine Mutter fand ihn bei der Königin von Byblos wieder und brachte ihn nach Ägypten zurück, wo er später König wurde. Er heiratete Memphis, die Tochter des Neilos (Flussgott des Nils), und benannte nach ihr die Stadt Memphis. Das Paar hatte zwei Töchter: Libya (durch Poseidon Stammmutter der Herrscher von Argos) und Lysianassa (durch denselben Mutter des Busiris).